# 德文郡旗幟
德文郡旗幟是英國英格蘭德文郡的旗幟，系通過公眾募集而產生。這面旗幟使用了綠色、黑色和白色三種顏色。自2003年使用以來，德文郡旗幟已經得到普及。在2006年10月，德文郡旗幟得到了官方正式承認。 